# Nuki (khớp nối gỗ)

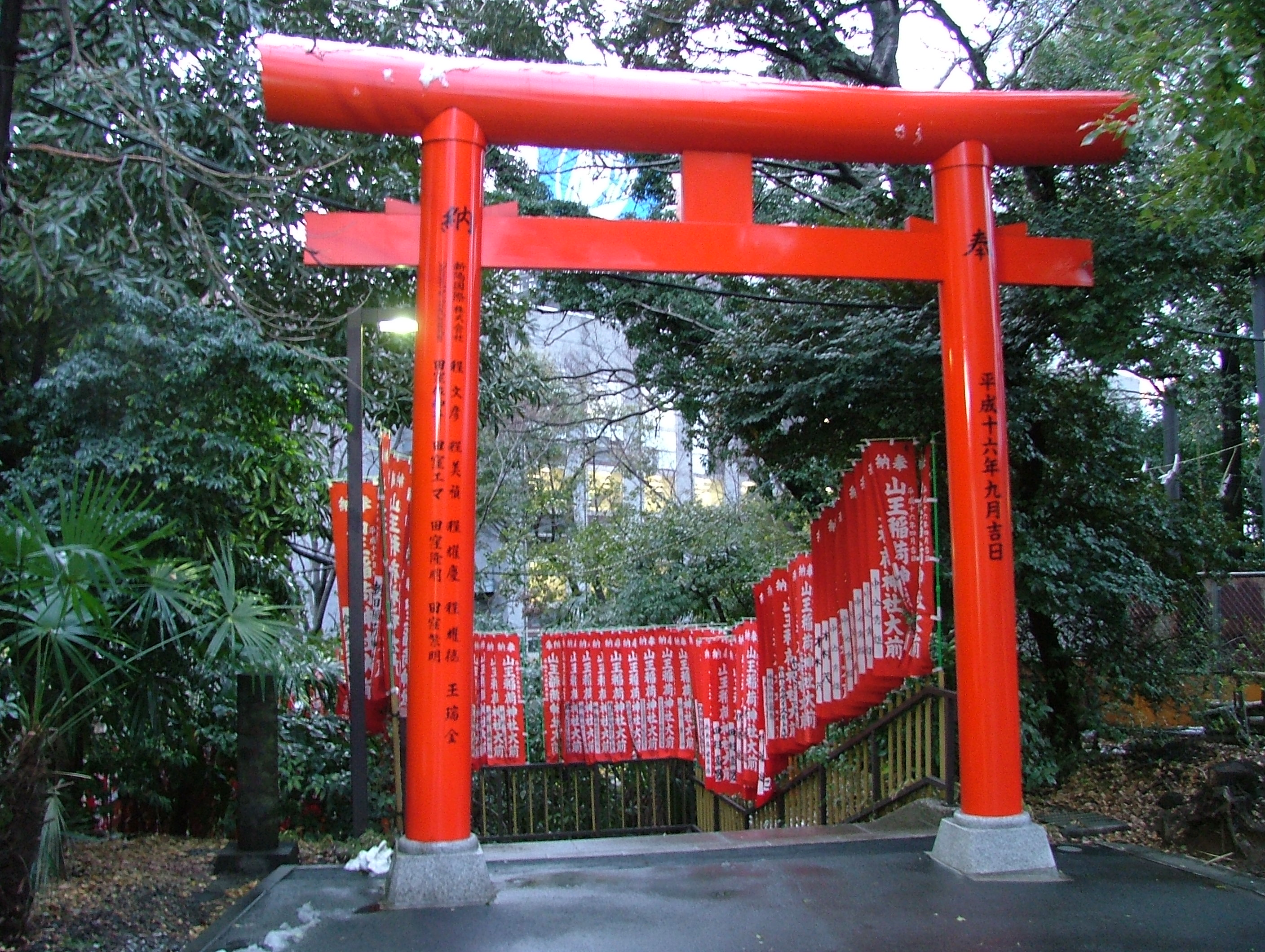
Một cổng torii truyền thống của Nhật. Xuống dưới một chút trên lan can trên đỉnh là một lan can thứ hai nằm ngang, gọi là nuki, đó là một ví dụ về một khớp nuki.

Khớp nối nuki (貫) là một loại chi tiết nối trong đồ gỗ theo phong cách Nhật Bản. Loại khớp nối này rất phổ biến trong nghề mộc của Nhật Bản và phương Đông, và bao gồm một trong những kết nối mang tính cấu trúc đơn giản nhất. Chúng tương tự như loại khớp nối lỗ mộng và đầu mộng (mortise and tenon), và đã được sử dụng một cách truyền thống với nhiều công trình mang tính lịch sử, như Thần xã và chùa chiền, và cũng có trong những ngôi nhà nội địa hiện đại. Các nguyên tắc cơ bản liên quan đến việc thâm nhập vào một phần tử thông qua một phần tử khác (ví dụ, en:embedment); ở Nhật Bản và các nước châu Á khác phương pháp này được sử dụng để kết nối các cột gỗ và dầm.